# مشروع ميركوري
مشروع ميركوري (بالإنجليزية: Project Mercury)‏، وهو أول برنامج فضاء أمريكي لإرسال البشر إلى الفضاء، بدأ منذ عام 1958 واستمر إلى عام 1963. يعتبر مشروع ميركوري أحد أبرز مشاريع سباق الفضاء بين الولايات المتحدة والاتحاد السوفييتي، إذ كان يهدف إلى إرسال البشر إلى الفضاء ثم إعادتهم سالمين إلى الأرض قبل أن يتمكن الاتحاد السوفييتي من ذلك. بدأ المشروع عند القوات الجوية الأمريكية من خلال الوكالة المدنية المُنشأة حديثًا وقتها باسم وكالة «ناسا»، ونفذت الوكالة خلال هذا البرنامج 20 رحلة اختبارية غير مأهولة إلى الفضاء، وبعضها كان مأهولًا بالحيوانات، و ست رحلات ناجحة مأهولة برواد الفضاء. بلغت تكلفة هذا البرنامج، الذي حصل على اسمه من الميثولوجيا الرومانية، نحو 2.2 مليار دولار بعد حساب التضخم. عُرفت مجموعة رواد الفضاء المشاركين بهذه المهمة باسم «ميركوري 7» نسبةً إلى عددهم، وسُميت كل مركبة مشاركة في هذه المهمة باسم يختاره قائدها وينتهي بالرقم 7.
بدأ سباق الفضاء عام 1957 عند إطلاق الاتحاد السوفييتي للقمر الصناعي سبوتنيك 1. وسبب هذا صدمةً للشعب الأمريكي، وأدى إلى إنشاء وكالة ناسا للتعجيل من الجهود الأمريكية في استكشاف الفضاء، ووضعها تحت تصرف هيئة مدنية. أصبح إرسال الرحلات المأهولة إلى الفضاء هدفًا أمام الولايات المتحدة بعد نجاحها عام 1958 في إطلاق القمر الصناعي إكسبلورر 1. نجح الاتحاد السوفييتي في وضع أول إنسان، وهو رائد الفضاء يوري غاغارين، في مدار حول الأرض على متن المركبة فوستوك 1 يوم 12 أبريل عام 1961. وأرسلت الولايات المتحدة بعد مهمة غاغارين بشهر واحد، يوم 5 مايو لنفس العام، رائدها الفضائي الأول ألان شيبرد في رحلة فضائية دون مدارية. وتبعها الاتحاد السوفييتي بإرسال رائد الفضاء جيرمان تيتوف في رحلة مدارية استمرت يومًا كاملًا بالمدار في أغسطس عام 1961. حققت الولايات المتحدة هدفها في إرسال رائد فضاء برحلة مدارية كاملة حول الأرض يوم 20 فبراير عام 1962، وذلك عندما نجح رائد الفضاء الأمريكي جون غلين في قيامه بثلاث دورات كاملة حول الأرض. وكان كلا الطرفين قد أرسلوا ستة رواد فضاء في رحلات فضائية بنهاية برنامج ميركوري في مايو عام 1963، ولكن كان السبق للاتحاد السوفييتي في عدد الساعات التي قضاها الرواد بالفضاء.
صُممت الكبسولة الفضائية المستخدمة في برنامج ميركوري بوساطة شركة طائرات ماكدونال، وحملت إمدادات المياه والطعام والأكسجين بما يكفي يومًا كاملًا داخل قمرة قيادة مُكيَّفة الضغط. أُطلقت رحلات ميركوري من قاعدة كيب كانافيرال للقوات الجوية بولاية فلوريدا، على متن مركبات إطلاق معدلة من صواريخ ريدستون وأطلس دي. ثُبتت الكبسولة باستخدام نظام الهروب أثناء الإطلاق على متن الصاروخ، وهذا لضمان فصل الكبسولة عن الصاروخ في حالة حدوث أي خطأ أثناء الإطلاق. صُممت المركبة ليُتحكَّم بها من خلال المحطات الأرضية بواسطة «شبكة الرحلات الفضائية المأهولة»، وهو عبارة نظام تتبع ومحطات اتصال، ووُضعت أنظمة تحكم احتياطية على متن المركبة. استُخدمت مجموعة من الصواريخ الكابحة للإبطاء من سرعة المركبة لتخرجها من المدار حتى تعود إلى سطح الأرض، ثم تبدأ المركبة في دخول الغلاف الجوي مع وجود درع واقٍ للحرارة يحميها من الحرارة الشديدة الناتجة خلال هذه العملية. وأخيرًا، استُخدمت مظلة هبوط للإبطاء من سرعة هبوط المركبة على سطح الماء. واستُعيدت الكبسولة مع رائد الفضاء الموجود بداخلها بعد الهبوط المائي بواسطة مروحيات إنقاذ أقلعت من على متن سفن تابعة للبحرية الأمريكية.
حصد مشروع ميركوري شعبيةً بالغة، وتابع مهماته الملايين من جميع أنحاء العالم عبر محطات الراديو والبرامج التليفزيونية. ووضع نجاح هذا المشروع حجر الأساس لمشروع جمناي (Gemini)، الذي كان يهدف إلى تدريب رواد الفضاء على مناورات الالتحام واتقانها بين كبسولتين فضائيتين لكل رائد فضاء، وكانت نجاح هذه المناورات ضروريًا لرحلات هبوط البشر على سطح القمر في البرنامج التالي المعروف ببرنامج «أبوللو»، والذي أُعلن عنه عقب نجاح أول رحلة مأهولة لبرنامج ميركوري بأسابيع قليلة.

## الرحلات
أصبح رائد الفضاء السوفييتي يوري غاغارين أول إنسان يذهب إلى الفضاء في رحلة مدارية يوم 12 أبريل عام 1961. وأصبح ألان شيبرد أول أمريكي يقوم برحلة دون مدارية إلى الفضاء بعد ثلاثة أسابيع من رحلة غاغرين، وذلك يوم 5 مايو عام 1961. وكان جون غلين، ثالث رائد فضاء ببرنامج ميركوري، أول أمريكي يقوم برحلة مدارية كاملة حول الأرض يوم 20 فبراير عام 1962، وكان هذا بعد إرسال الاتحاد السوفييتي رائدهم الثاني جيرمان تيتوف في رحلة مدارية استغرقت يومًا كاملًا في أغسطس عام 1961. أُطلقت ثلاث مهمات مدارية أخرى ببرنامج ميركوري، وكانت آخر رحلة بهذا البرنامج يوم 16 مايو عام 1963، واستغرقت هذه الرحلة يومًا كاملًا دارت المركبة خلالها 22 دورةً مدارية حول الأرض. ولكن أنهى الاتحاد السوفييتي برنامجه المسمى ببرنامج فوستوك في الشهر التالي برحلته الأخيرة فوستوك 5، والتي حققت رقمًا قياسيًا آنذاك لأطول مدة يتحملها رائد فضاء في المدار إذ أتمت المركبة 82 دورةً مدارية حول الأرض خلال خمسة أيام.

## الرحلات المأهولة
نجحت جميع الرحلات الستة المأهولة التابعة لبرنامج ميركوري على الرغم من إلغاء بعض الرحلات الأخرى خلال هذا البرنامج. كانت المشاكل الطبية الرئيسية التي واجهت رواد الفضاء بالبرنامج هي وسائل النظافة الشخصية، وبعض الأعراض الخاصة بانخفاض ضغط الدم عقب انتهاء الرحلة. اختُبرت مركبات الإطلاق أولًا في عدد من الرحلات غير المأهولة، ولهذا لم تُرقم الرحلة الأولى لبرنامج الرحلات المأهولة بالرقم 1. يوجد ببرنامج ميركوري سلسلتين مرقمتين من المهمات: سلسلة مهمات «ميركوري-ريدستون (MR)» للرحلات دون المدارية، وسلسلة مهمات «ميركوري-أطلس (MA)» للرحلات المدارية. ولكن لم تستخدم هذه الأسماء في العموم بسبب اتباع رواد الفضاء للتقليد المنتشر بين الطيارين، إذ يعطي كل طيار «رائد فضاء» اسمًا لمركبته الفضائية. اختار كل رائد فضاء اسمًا لمركبته منتهيًا بالرقم 7، وهذا تيمنًا بعدد رواد الفضاء السبعة المشاركين في هذا البرنامج.

## الرحلات غير المأهولة
بلغ عدد الرحلات غير المأهولة 20 رحلةً، واستُخدمت فيها مركبات الإطلاق «ليتل جو»، و«ريدستون»، و«أطلس». كانت هذه الرحلات بغرض تطوير كل من: مركبات الإطلاق، وأنظمة الهروب أثناء الإطلاق، والمركبات الفضائية، وشبكة التتبع. فشلت إحدى المحاولات لإطلاق قمرًا صناعيًا من الوصول إلى المدار، وكان ذلك باستخدام الصاورخ «سكاوت» لاختبار أنظمة التتبع الأرضية. حمل الصاروخ «ليتل جو» سبعة هياكل جوية في ثماني رحلات، ونجحت ثلاث رحلات منهم فقط. سُميت الرحلة الثانية لصاروخ ليتل جو «ليتل جو 6»؛ لأنها انضمت للبرنامج بعد تخصيص الهياكل الخمسة الأولى لرحلات أخرى.

## الرحلات المُلغاة
أُلغيت تسع رحلات من الرحلات المُخطط لها. وكان من المخطط إطلاق أربع رحلات أخرى دون مدارية، ولكن قُلل عدد هذه الرحلات بالتدريج إلى أن أُلغيت تمامًا بعد رحلة تيتوف. كان من المخطط إطلاق رحلات أخرى بعد رحلة ميركوري-9 لتستمر يومًا كاملًا أو ثلاثة أيام بالمدار، ولكنها أُلغيت مع بدأ برنامج جمناي، إذ ظنت ناسا أنها رحلات غير ضرورية مقارنةً برحلات برنامج جمناي.

## الإرث
نتذكر برنامج ميركوري اليوم باعتباره أول برنامج فضائي أمريكي لإرسال البشر إلى الفضاء. لم تنتصر الولايات المتحدة في سباق الفضاء مع الاتحاد السوفييتي، ولكنها حققت هيبةً وطنية بالإضافة إلى النجاح العلمي الذي أنجزته الولايات المتحدة خلال هذا البرنامج، والذي مهد للبرامج اللاحقة الأخرى مثل برنامج جمناي، وبرنامج أبوللو، وبرنامج سكاي لاب. شكك بعض الخبراء في نجاح الرحلات الفضائية المأهولة بالبشر خلال خمسينيات القرن الماضي. وعندما انتُخب جون ف. كينيدي رئيسًا للولايات المتحدة، شكك العديد من الناس، بمن فيهم جون كينيدي، في إمكانية نجاح مشروع ميركوري. وبصفته رئيس الجمهورية، اختار كينيدي أن يدعم هذه الرحلات الفضائية قبل أشهر قليلة من إطلاق الرحلة فريدم 7، والتي حققت نجاحًا شعبيًا كبيرًا. وبعد ذلك، دعم أغلب الشعب الأمريكي مشاريع إرسال البشر في الرحلات الفضائية، ثم أعلن جون كينيدي بعد أسابيع قليلة عن إطلاق رحلة مأهولة بالبشر للهبوط على سطح القمر والعودة مرة أخرى إلى الأرض بأمان قبل نهاية العقد 1960. مُنحت الميداليات لرواد الفضاء الستة المشاركين بهذا المشروع، وجُهزت مواكب عسكرية لتكريمهم بالإضافة إلى دعوة رائدي فضاء منهم ليخطبا في الجلسة المشتركة لمجلسي الكونغرس الأمريكي. تأسس مشروع خاص اشتركن فيه 13 طيارًا من الإناث ونجحن في أداء كافة الاختبارات التي خضع لها رواد الفضاء الذكور المشاركون في برنامج ميركوري، وكان ذلك بمثابة رد فعل على معايير اختيار رواد الفضاء في برنامج ميركوري التي اشترطت أن يكون الرواد من الذكور. سُمي هذا المشروع الخاص في وسائل الإعلام بمشروع «ميركوري 13». وعلى الرغم من تلك الجهود، لم ترسل ناسا أي رواد فضاء من الإناث في رحلاتها الفضائية حتى عام 1978 في برنامج المكوك الفضائي.
في يوم 25 فبراير عام 2011، منح معهد مهندسي الكهرباء والإلكترونيات، الذي يعتبر أكبر الجمعيات التقنية المحترفة في العالم، وسامًا لشركة بوينغ، وهي خليفة شركة طائرات مكدونال، نظرًا للاختراعات الهامة التي ابتكرتها الشركة لأول مرة في مركبات ميركوري الفضائية.

## الظهور السينمائي للمهمة
ظهرت مهمة ميركوري في عدد من الأعمال السينمائية والتليفزونية، مثل فيلم الرجال الحقيقيون (The Right Stuff) عام 1983، وهو فيلم مأخوذ عن كتاب الروائي الأمريكي توم وولف الذي نُشر عام 1979 بنفس الاسم. وظهرت المهمة أيضًا في المسلسل القصير الذي أنتجته شبكة إتش بي أو (HBO) عام 1998 باسم من الأرض وإلى القمر (From the Earth to the Moon)، وفي الفيلم السينمائي شخصيات مخفية (Hidden Figures) عام 2016.

## إحياء ذكرى المهمة
صُمم نصب تذكاري لمهمة ميركوري عام 1964، وظهر بجانب منظومة الإطلاق رقم 14 بقاعدة كيب كانافيرال، وكان النصب عبارة عن شعار معدني يدمج بين رمز ميركوري والرقم 7. وكرّم مكتب خدمات البريد الأمريكي رحلة ميركوري-أطلس 6 عن طريق تصميم طابع بريدي تذكاري لمهمة ميركوري، واعتُبر هذا الطابع أول طابع بريدي أمريكي يصور مركبة فضائية أمريكية مأهولة في عام 1962.

## المعارض
تُعرض الآن المركبات التابعة لمهمة ميركوري، المشاركة وغير المشاركة، في عدد من المعارض بالولايات المتحدة. أُرسلت المركبة فريندشب 7 لتُعرض في معرض متنقل حول العالم، وعُرفت رحلتها تلك بـ«المدار الرابع».

## الملصقات
صُمم عدد من الملصقات التذكارية للمهمة بواسطة مجموعة من الشركات التجارية بعد برنامج ميركوري لبيعها لمحبي تجميع الملصقات.